# بیلکا
بیلکا (به لاتین: Bilca) یک منطقهٔ مسکونی در رومانی است که در شهرستان سوچاوا واقع شده‌است. بیلکا ۳٬۴۵۷ نفر جمعیت دارد.

## نگارخانه

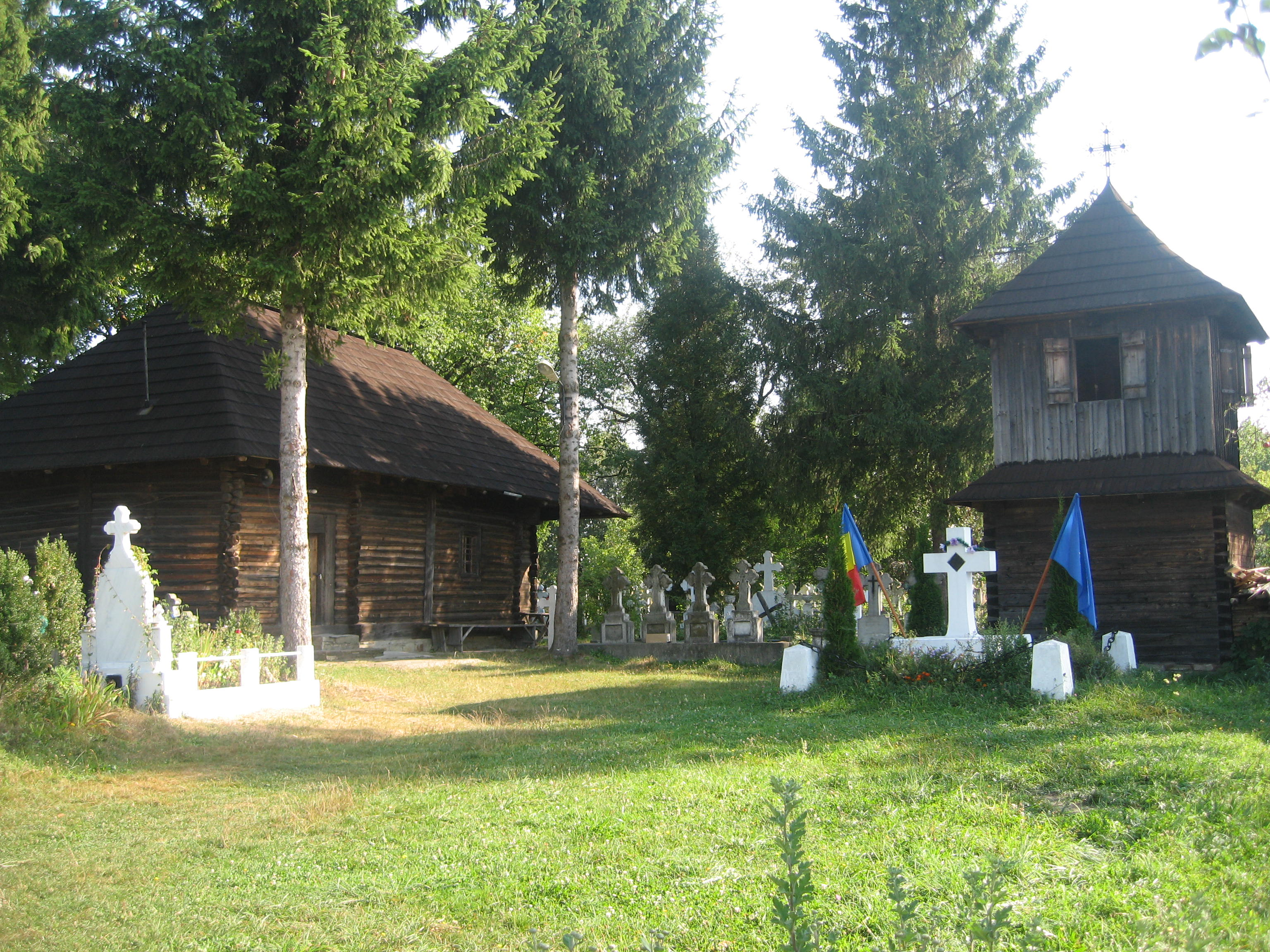
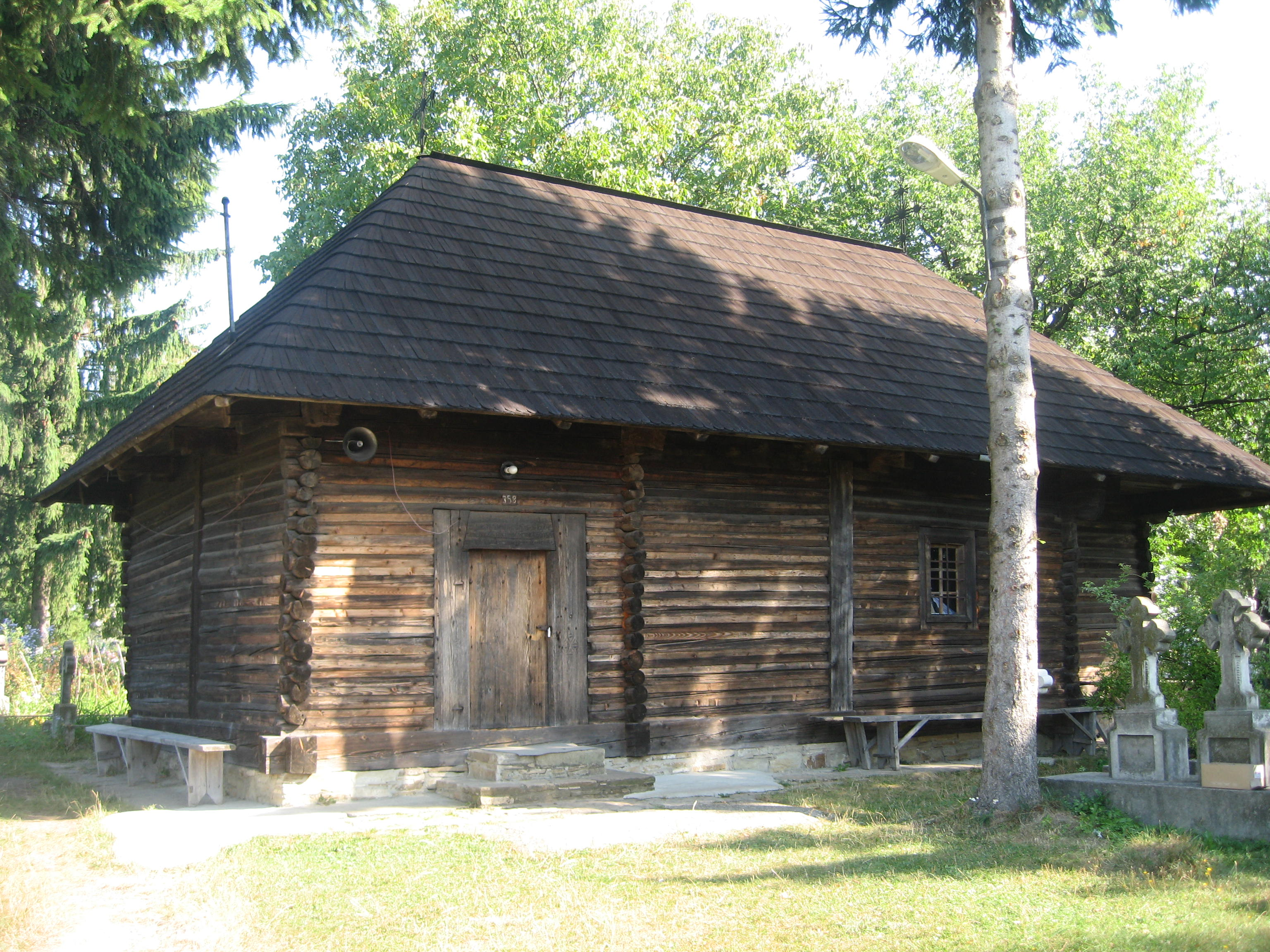
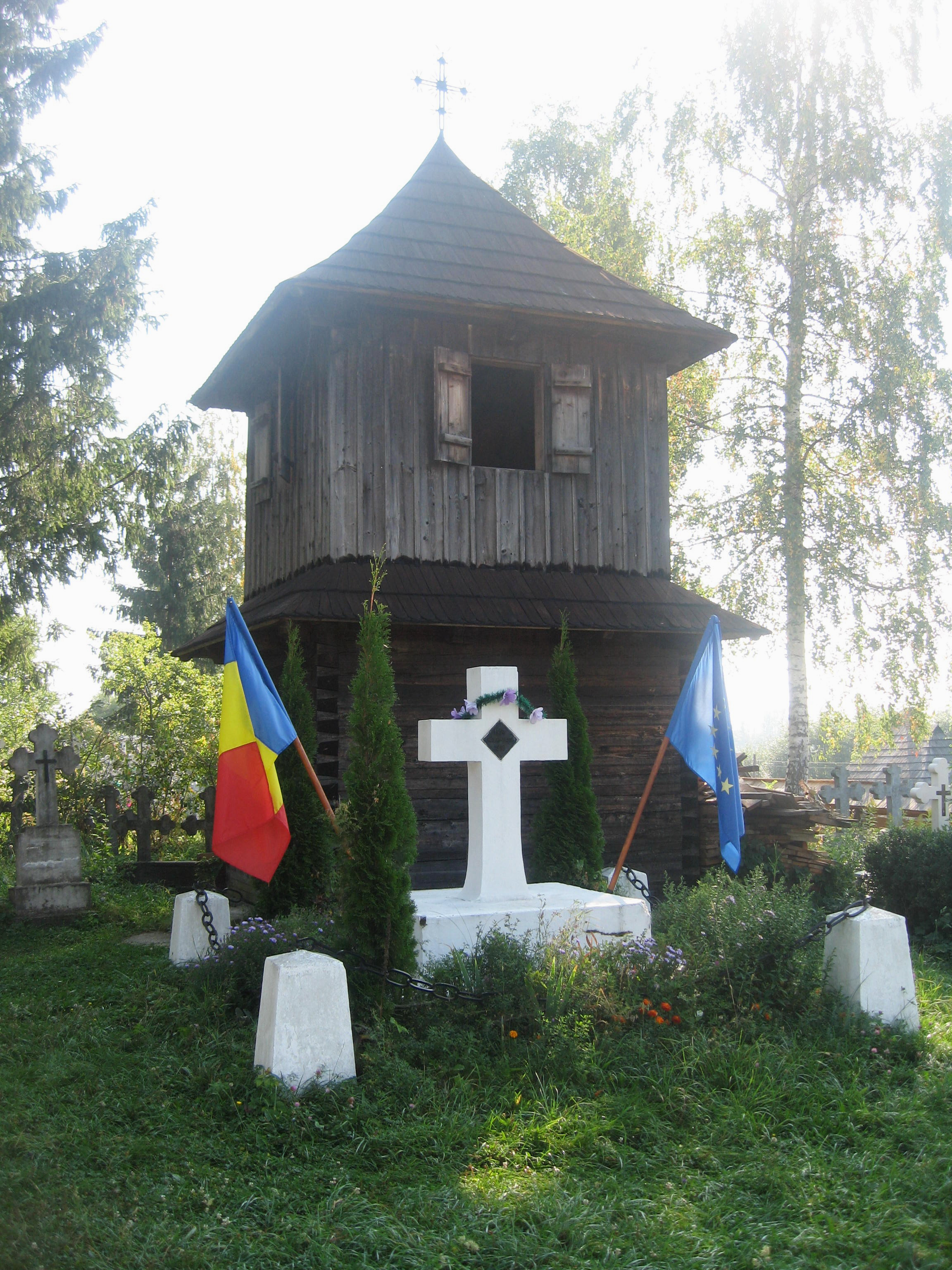